# Trichogalumna chimaera
Trichogalumna chimaera är en kvalsterart som beskrevs av Ohkubo 1984. Trichogalumna chimaera ingår i släktet Trichogalumna och familjen Galumnidae. Inga underarter finns listade i Catalogue of Life.